# Met Gala
Le Met Gala, anciennement appelé « Costume Institute Gala » et également connu sous le nom de « Met Ball » (le bal du Met), est un gala annuel de collecte de fonds au profit de l'Anna Wintour Costume Center du Metropolitan Museum of Art (Met) de New York. Il marque l'inauguration de l'exposition annuelle de mode de l'Institut du costume. Chaque année, l’événement célèbre le thème de l’exposition de l’Institut du costume de cette année qui donne le ton à la tenue de soirée, car les invités doivent choisir leur tenue en fonction du thème de l’exposition. 

## Histoire
Le Met Gala a été créé en 1948 par Eleanor Lambert, une journaliste de mode renommée, dans le but de collecter des fonds pour l'Institut du costume, nouvellement fondé, et d'inaugurer son exposition annuelle. Le premier gala était un dîner de minuit et les tickets d'entrée coûtaient cinquante dollars. Même si Eleanor l’a surnommée la soirée de l'année, pendant les premières décennies de son existence, le gala n’était qu’un des nombreux événements de bienfaisance annuels organisés pour les institutions caritatives de New York. En conséquence, les participants aux premiers galas étaient presque tous des membres de la haute société new-yorkaise ou de l'industrie de la mode. De 1948 à 1971, l’événement s’est déroulé dans différents endroits tels que le Waldorf-Astoria, Central Park et la Rainbow Room. 
Lorsque Diana Vreeland, ancienne rédactrice en chef de Vogue, est devenue conseillère spéciale auprès du Costume Institute en 1972, le gala a commencé à évoluer pour devenir un évènement plus glamour, même s'il était toujours destiné à l'ensemble de la société. L'événement a commencé à devenir plus axé sur les célébrités avec des participants comme Andy Warhol, Diana Ross et Cher. C'est pendant les années de Diana Vreeland, que le gala s'est tenu pour la première fois au Met et que les thèmes du gala ont été introduits. À la mort de Diana Vreeland en 1989, le Met Gala était réputé comme un événement de prestige et était considéré comme le joyau de la couronne sociétale de la ville de New York,. 

## Détails
Le gala de l'Institut est un atout majeur pour la collecte de fonds qui sert de célébration d'ouverture pour l'exposition de mode annuelle,. Après l'événement, l'exposition dure plusieurs mois. L'exposition de 2014 était prévue du 8 mai au 10 août 2014. Le gala est considéré comme l’un des événements sociaux les plus exclusifs de New York et l’une des plus grandes soirées de collecte de fonds de la ville : 9 millions de dollars ont été collectés en 2013 et un record de 12 millions de dollars l’année suivante,,. C'est l'une des sources de financement les plus remarquables de l'institut. Cette affaire, à laquelle participent des personnalités du monde de l'art, de la mode, de la haute société, du cinéma et de la musique, se tient au Met depuis 1948 et est considéré comme l'événement le plus important de l'industrie de la mode,,,,,. Les personnalités sur le tapis rouge sont largement photographiées, commentées, critiquées et imitées,,,. Le musée est fermé au grand public le premier lundi de mai en raison du gala. 
Anna Wintour, rédactrice en chef de Vogue et présidente de l'événement depuis 1995 (à l'exception de 1996 et 1998), supervise à la fois le comité de soutien  et la liste des invités, assistée par des membres du personnel de Vogue,. Selon Cathy Horyn du New York Times, ce rassemblement rivalise avec la soirée des Oscars organisée par Vanity Fair sur la côte Ouest, qui aurait plus de pouvoir des stars mais moins de panache de la mode. En 2014, les tickets individuels coûtaient 30 000 dollars pour les personnes ne figurant pas sur la liste officielle des invités pour accroître l'exclusivité de l'événement,,. La liste annuelle des invités ne comprend que 650 à 700 personnes,.

## Thèmes et exposition
Chaque année, l’événement a un thème et comprend un cocktail et un dîner officiel,. À l'heure du cocktail, les invités arrivent pour parcourir le tapis rouge, visiter l'exposition thématique, puis s'installent pour le dîner qui offre des divertissements présentés par certains des artistes les plus en vue de la journée. Le thème donne le ton pour l'exposition annuelle mais aussi pour les invités qui s'habillent dans le style annoncé, parfois de façons extravagantes, ce qui est à la source d'une compétition intense parmi les plus grands stylistes,.
| Année     | Thème | Dates des expositions            |
| --------- | --- | -------------------------------- |
| 1971-1972 | Image de mode (Fashion Plate)                                                                                             | octobre 1971 à janvier 1972      |
| 1972      | Vêtements sans couture (Untailored Garments)                                                                              | janvier 1972 à juillet 1972      |
| 1973      | Le monde de Balenciaga (The World of Balenciaga)                                                                          | mars 1973 à septembre 1973       |
| 1974-1975 | Design romantique et glamour d'Hollywood (Romantic & Glamourous Hollywood Design)                                         | novembre 1974 à août 1975        |
| 1975-1976 | Femmes américaines de style (American Women of Style)                                                                     | décembre 1975 à août 1976        |
| 1976-1977 | La splendeur du costume russe (Glory of Russian Costume)                                                                  | décembre 1976 à août 1977        |
| 1977-1978 | Vanity Fair : un trésor (Vanity Fair : A treasure trove)                                                                  | décembre 1977 à septembre 1978   |
| 1978-1979 | Diaghilev : costumes et design des ballets russes (Diaghilev : Costumes & design of Ballets Russes)                       | novembre 1978 à juin 1979        |
| 1979-1980 | Mode de l'ère Habsburg : Autriche-Hongrie (Fashions of Habsburg era : Austria-Hungary)                                    | décembre 1979 à juin 1980        |
| 1980-1981 | Dragon de Manchourie : costume de Chine et dynastie Qing (Manchu dragons : Costumes of China and Chi'ng dynastie)         | décembre 1980 à août 1981        |
| 1981-1982 | Femmes du XVIIIe siècle (Eighteenth-Century women)                                                                        | décembre 1981 à septembre 1982   |
| 1982-1983 | La Belle Époque | décembre 1982 à septembre 1983   |
| 1983-1984 | Yves Saint Laurent : 25 ans de design (Yves Saint Laurent : 25 years of Design)                                           | décembre 1983 à septembre 1984   |
| 1984-1985 | L'homme et le cheval (Man and the Horse)                                                                                  | décembre 1984 à septembre 1985   |
| 1985-1986 | Costume de l'Inde royale (Costume of Royal India)                                                                         | déc. 1985 à août 1986            |
| 1986-1987 | Danse (Dance) | décembre 1986 à septembre 1987   |
| 1987-1988 | En style : célébrations de 50 ans à l'Institut du costume (InStyle : Celebrations of 50 years of Costume Institute)       | novembre 1987 à avril 1988       |
| 1988-1989 | De Reines à Impératrice : robes victoriennes 1837-1877 (From Queen to Empress : Victorian Dress 1837-1877)                | décembre 1988 à avril 1989       |
| 1989-1990 | Ère de Napoléon : costumes de la Révolution à l'Empire (The Age of Napoleon : Costume from Revolution to Empire)          | décembre 1989 à avril 1990       |
| 1990-1991 | La survie de la haute couture (Survival of Haute-Couture)                                                                 | décembre 1990 à avril 1991       |
| 1991-1992 | Pas d'exposition mais le gala a eu lieu                                                                                   | -                                |
| 1992-1993 | Mode et histoire : dialogue (Fashion and history : a dialogue)                                                            | décembre 1992 à mars 1993        |
| 1993-1994 | Diana Vreeland : un style démesuré (Diana Vreeland : Immoderate style)                                                    | décembre 1993 à mars 1994        |
| 1994-1995 | Orientalisme : visions de l'Est des robes occidentales (Orientalism : Visions of the East of western dress)               | décembre 1994 à mars 1995        |
| 1995-1996 | Haute couture | décembre 1995 à mars 1996        |
| 1996-1997 | Christian Dior | décembre 1996 à mars 1997        |
| 1997-1998 | Gianni Versace | décembre 1997 à mars 1998        |
| 1998-1999 | Le cubisme et la mode (Cubism and fashion)                                                                                | 10 décembre 1998 au 14 mars 1999 |
| 1999-2000 | Style Rock (Rock Style)                                                                                                   | 9 mars 1999 au 19 mars 2000      |
| 2000-2001 | Pas d'exposition mais le gala a eu lieu                                                                                   | -                                |
| 2001      | Jacqueline Kennedy : les années Maison-Blanche (Jacqueline Kennedy : The White House Years)                               | 1er mai au 29 juillet 2001       |
| 2001-2002 | Pas d'exposition mais le gala a eu lieu                                                                                   | -                                |
| 2003      | Déesse : le mode classique (Goddess : The Classical Mode)                                                                 | 1er mai au 3 août 2003           |
| 2004      | Liaisons dangereuses : mode et mobilier au XVIIIe siècle (Dangerous Liaisons : Fashion and Furniture in the 18th Century) | 2 avril au 8 août 2004           |
| 2005      | Maison Chanel (House of Chanel)                                                                                           | 5 mai au 7 août 2005             |
| 2006      | AngloMania : tradition et transgression de la mode britannique (AngloMania : Tradition & trangression of British fashion) | 3 mai au 6 septembre 2006        |
| 2007      | Poiret : Roi de la mode (Poiret : King of Fashion)                                                                        | 9 mai au 5 août 2007             |
| 2008      | Super Héros : mode et fantaisie (Superheroes : Fashion and Fantasy)                                                       | 7 mai au 1er septembre 2008      |
| 2009      | De mannequin à muse : incarnation de la mode (The Models as Muse : Embodying fashion)                                     | 6 mai au 9 août 2009             |
| 2010      | Femmes américaines : façonner une identité nationale (American Women : Fashioning a national identity)                    | 5 mai au 10 août 2010            |
| 2011      | Alexander McQueen : beauté sauvage (Alexander McQueen : Savage Beauty)                                                    | 4 mai au 7 août 2011             |
| 2012      | Schiaparelli & Prada : conversations impossibles (Schiaparelli & Prada : Impossible Conversations)                        | 10 mai au 19 août 2012           |
| 2013      | Punk : chaos dans la couture (Punk: Chaos to Couture)                                                                     | 9 mai au 14 août 2013            |
| 2014      | Charles James : au-delà de la mode (Charles James : Beyond fashion)                                                       | 8 mai au 10 août 2014            |
| 2015      | Chine : à travers le miroir (China : Through the looking glass)                                                           | 7 mai au 7 septembre 2015        |
| 2016      | Manus x Machina : la mode à l'ère de la technologie (Manus x Machina: Fashion in an Age of Technology)                    | 5 mai au 5 septembre 2016        |
| 2017      | Rei Kawakubo et Comme des Garçons : l'art de l'entre-deux (Rei Kawakubo & Comme des Garçons : Art of the in-between)      | 4 mai au 4 septembre 2017        |
| 2018      | Corps angéliques : mode et imagination catholique (Heavenly Bodies : Fashion & Catholic imagination)                      | 10 mai au 8 octobre 2018         |
| 2019      | Camp : notes de mode (Camp : notes on Fashion),                                                                           | 9 mai au 9 septembre 2019        |
| 2020      | Le temps : La mode dans le temps (About time : Fashion and duration)                                                      | 7 mai au 7 septembre 2020        |
| 2021      | En Amérique : Lexique de la mode (In America: A Lexicon of Fashion)                                                       | 18 mai 2021 au 5 septembre 2022  |
| 2022      | En Amérique : Anthologie de la mode : âge doré (In America: An Anthology of Fashion : Gilded Age)                         | 18 mai 2021 au 5 septembre 2022  |
| 2023      | Karl Lagerfeld : une ligne de beauté (Karl Lagerfeld: A Line of Beauty)                                                   | 5 mai au 16 juillet 2023         |
| 2024      | Les beautés endormies : réveiller la mode (Sleeping Beauties: Reawakening Fashion),                                       | 10 mai au 2 septembre 2024       |
| 2025      | Superfine : Tailoring Black Style                                                                                         | 10 mai au 26 octobre 2025        |

## Galerie

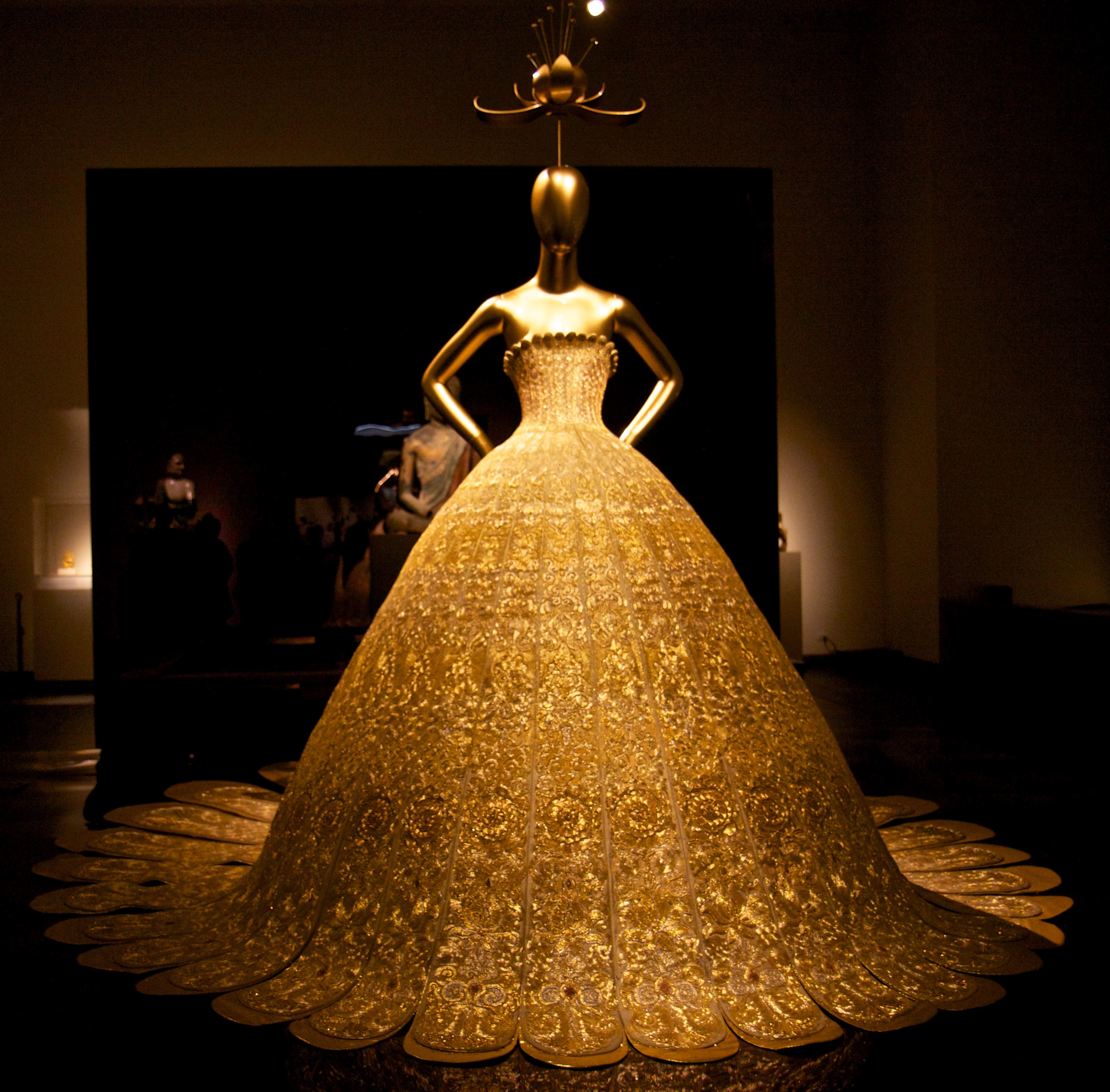
La robe de Guo Pei, expo La Chine à travers le miroir, en 2015.
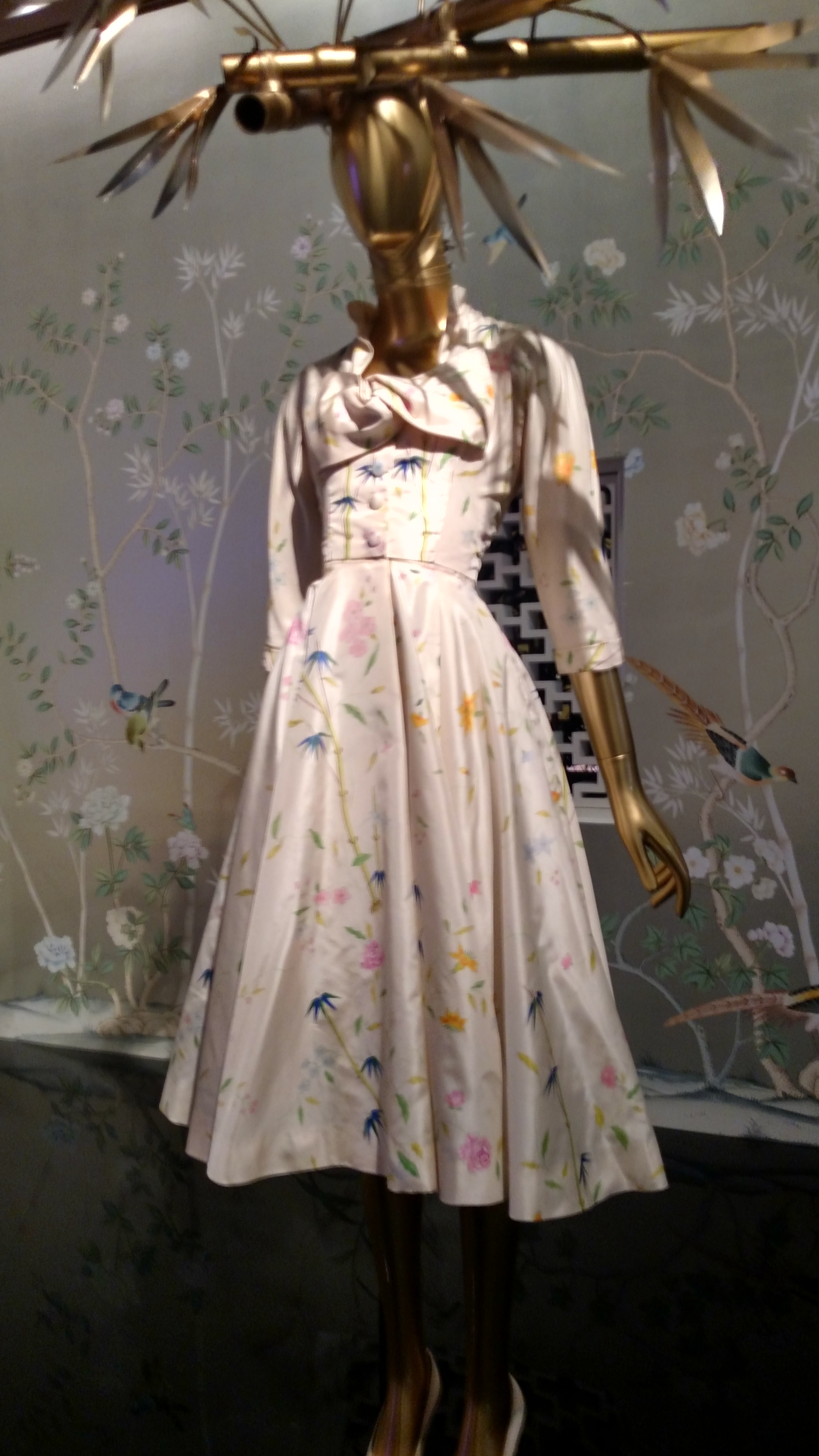
Robe Balenciaga avec un motif floral chinois.
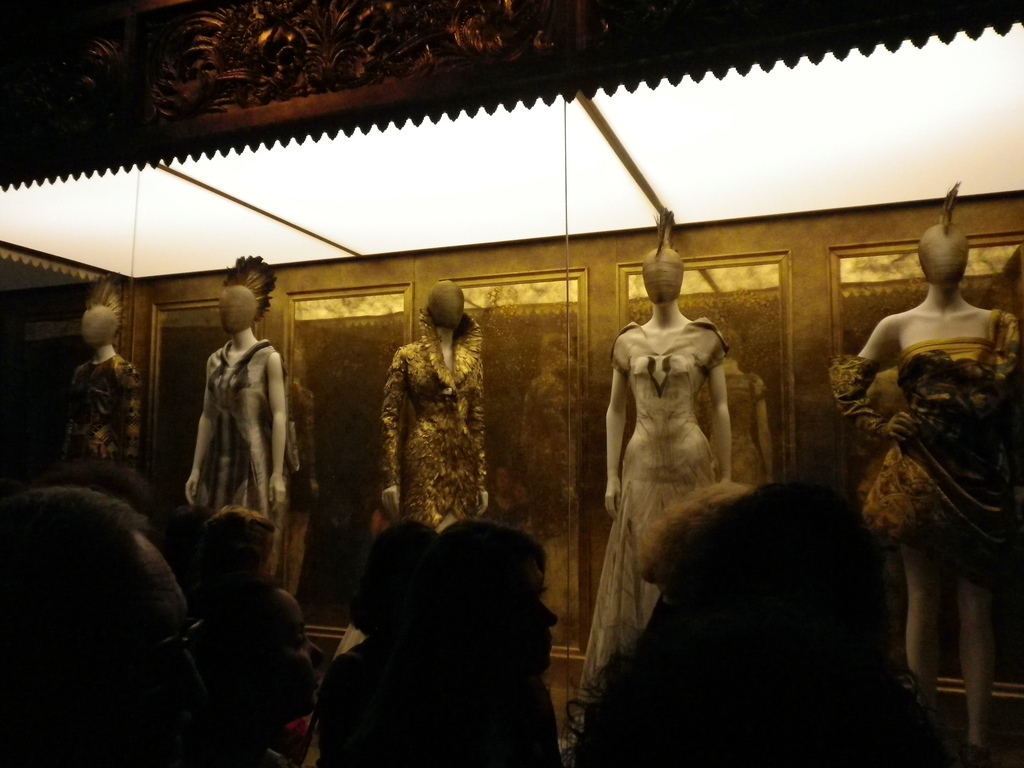
Exposition Savage Beauty.

## Documentaire et selfies
Le gala de 2015 et son thème « La Chine à travers le miroir » ont fait l'objet d'un documentaire, Le premier lundi de mai, réalisé par Andrew Rossi. 225 photographes, reporters et participants ont commenté l'événement pour le documentaire. Il a été interdit à tous les autres participants d'utiliser les réseaux sociaux lors de l'événement. Les invités ont été informés de la restriction des selfies et des réseaux sociaux dans l'enceinte du gala.

## Co-présidents et présidents honoraires
Outre son rôle de président du gala, Anna Wintour s'entoure de co-présidents et de présidents honoraires différents chaque année. La liste des co-présidents et des présidents honoraires comprend : 
| Date du gala      | Co-présidents                                                                                   | Présidents d'honneur                                        |
| ----------------- | ----------------------------------------------------------------------------------------------- | ----------------------------------------------------------- |
| 4 décembre 1995   | Annette de la Renta, Clarissa Bronfman                                                          | Karl Lagerfeld, Gianni Versace                              |
| 7 décembre 1998   | Miuccia Prada, Paula Cussi, Pia Getty                                                           | Aucun                                                       |
| 6 décembre 1999   | Tommy Hilfiger, Aerin Lauder                                                                    | Aucun                                                       |
| 23 avril 2001     | Christina et Lindsay Owen-Jones, Annette et Oscar de la Renta, Carolina Herrera                 | Caroline Kennedy et Edwin A. Schlossberg                    |
| 28 avril 2003     | Tom Ford, Nicole Kidman                                                                         | Aucun                                                       |
| 26 avril 2004     | Aucun                                                                                           | Jacob Rothschild, Jayne Wrightsman                          |
| 2 mai 2005        | Karl Lagerfeld, Nicole Kidman                                                                   | Caroline, princesse de Hanovre                              |
| 1er mai 2006      | Christopher Bailey, Sienna Miller                                                               | Rose Marie Bravo, le duc de Devonshire                      |
| 7 mai 2007        | Cate Blanchett, Nicolas Ghesquière                                                              | François-Henri Pinault                                      |
| 5 mai 2008        | George Clooney, Julia Roberts                                                                   | Giorgio Armani                                              |
| 4 mai 2009        | Kate Moss, Justin Timberlake                                                                    | Marc Jacobs                                                 |
| 3 mai 2010        | Oprah Winfrey, Patrick Robinson                                                                 | Aucun                                                       |
| 2 mai 2011        | Colin Firth, Stella McCartney                                                                   | François-Henri Pinault et Salma Hayek                       |
| 7 mai 2012        | Carey Mulligan, Miuccia Prada                                                                   | Jeff Bezos                                                  |
| 6 mai 2013        | Rooney Mara, Lauren Saint-Domingue, Riccardo Tisci                                              | Beyoncé                                                     |
| 5 mai 2014        | Aerin Lauder, Bradley Cooper, Oscar de la Renta, Sarah Jessica Parker, Lizzie et Jonathan Tisch | Aucun                                                       |
| 4 mai 2015        | Jennifer Lawrence, Gong Li, Marissa Mayer, Wendi Murdoch                                        | Silas Chou                                                  |
| 2 mai 2016        | Taylor Swift, Idris Elba et Jonathan Ive                                                        | Nicolas Ghesquière, Karl Lagerfeld, Miuccia Prada           |
| 1er mai 2017      | Gisele Bündchen et Tom Brady, Katy Perry et Pharrell Williams                                   | Rei Kawakubo                                                |
| 7 mai 2018        | Amal Clooney, Rihanna, Donatella Versace                                                        | Christine et Stephen A. Schwarzman                          |
| 6 mai 2019        | Lady Gaga, Serena Williams, Harry Styles, Alessandro Michele                                    | Aucun                                                       |
| 4 mai 2020        | Anna Wintour, Nicolas Ghesquière, Lin-Manuel Miranda, Meryl Streep, Emma Stone                  | Annulé à cause de la Pandémie de Covid-19. Reporté à 2021,. |
| 13 septembre 2021 | Billie Eilish, Timothée Chalamet, Amanda Gorman, Naomi Osaka                                    | Événement en deux parties.                                  |
| 2 mai 2022        | Regina King, Blake Lively, Ryan Reynolds, Lin-Manuel Miranda.                                   | Événement en deux parties,.                                 |
| 1er mai 2023      | Michaela Coel, Penélope Cruz, Dua Lipa, Roger Federer                                           | Anna Wintour.                                               |
| 6 mai 2024.       | Zendaya, Jennifer Lopez, Bad Bunny, Chris Hemsworth.                                            | Jonathan Anderson, Shou Zi Chew,.                           |

## Controverses
Lorsque le Met Gala a annoncé un code vestimentaire pour les cravates blanches en 2014, plusieurs médias ont souligné la difficulté et les coûts liés à l'obtention d'une cravate blanche traditionnelle, même pour les invités célèbres,. 
En 2015, le thème La Chine : à travers le miroir était précédemment intitulé Les secrets de la Chine : Les contes de l'Orient dans l'art, le cinéma et la mode. Des critiques ont commenté le thème évoquant « Un rappel du subtil racisme institutionnalisé qui a été aggravé par des siècles d'isolationnisme asiatique et de stéréotypes occidentaux persistants exacerbés par l'ignorance et la nature mémorable des médias sociaux ».
En 2016, Madonna, tout en maîtrisant le thème Manus x Machina : la mode à l'ère de la technologie, a présenté l'une des tenues les plus controversées de l'histoire du gala. Elle est apparue dans un ensemble conçu par le directeur créatif de Givenchy, Riccardo Tisci, exposant ses seins et ses fesses. Madonna a répliqué sur ses réseaux sociaux en déclarant : « Nous nous sommes battus et continuons à nous battre pour les droits civils et les droits des gays dans le monde entier. En ce qui concerne les droits des femmes, nous connaissons encore des heures sombres. Ma tenue au Met Ball était à la fois une déclaration politique et une déclaration de mode ».  
Le gala de 2018 avait un thème catholique et Rihanna portait une mitre papale. Les critiques sur les médias sociaux l'ont qualifié de blasphème, alors même que l'Église catholique avait prêté plus de quarante vêtements de cérémonie du pape du Vatican auxquels participait le cardinal Timothy M. Dolan,. 
Depuis 2018, les participants doivent avoir 18 ans pour pouvoir participer au gala. 
En septembre 2022, le thème en hommage au créateur Karl Lagerfeld fait polémique aux États-Unis à la suite des propos tenus par le créateur lors d'une interview en 2009, n'acceptant que les mannequins de taille fine uniquement pour ses défilés,.